# Lista comunelor din Chile
În Chile sunt 346 de comune. Comuna reprezintă unitatea de bază în administrația locală a țării.
| Cod   | Nume                 |                                | Provincie               | Regiune                             | Suprafață (km2) | Populație 2009 | Densitate (loc./km2) | IDU (2005) |
| ----- | -------------------- | ------------------------------ | ----------------------- | ----------------------------------- | --------------- | -------------- | -------------------- | ---------- |
| 15101 | Arica                | Escudo de Arica                | Arica                   | Arica y Parinacota                  | 4.799,4         | 181.932        | 37,9                 | 0,736      |
| 15102 | Camarones            | Escudo de Camarones            | Arica                   | Arica y Parinacota                  | 3.927,0         | 1.592          | 0,4                  | 0,751      |
| 15201 | Putre                | Escudo de Putre                | Parinacota              | Arica y Parinacota                  | 5.902,5         | 1.381          | 0,2                  | 0,707      |
| 15202 | General Lagos        | Escudo de General Lagos        | Parinacota              | Arica y Parinacota                  | 2.244,4         | 1.242          | 0,6                  | 0,670      |
| 01101 | Iquique              | Escudo de Iquique              | Iquique                 | Tarapacá                            | 2.242,1         | 184.838        | 82,4                 | 0,766      |
| 01107 | Alto Hospicio        | Escudo de Alto Hospicio        | Iquique                 | Tarapacá                            | 593,2           | 85.042         | 143,4                |            |
| 01401 | Pozo Almonte         | Escudo de Pozo Almonte         | Tamarugal               | Tarapacá                            | 13.765,8        | 16.126         | 1,2                  | 0,722      |
| 01402 | Camiña               | Escudo de Camiña               | Tamarugal               | Tarapacá                            | 2.200,2         | 1.053          | 0,5                  | 0,619      |
| 01403 | Colchane             | Escudo de Colchane             | Tamarugal               | Tarapacá                            | 4.015,6         | 1.647          | 0,4                  | 0,603      |
| 01404 | Huara                | Escudo de Huara                | Tamarugal               | Tarapacá                            | 10.474,6        | 3.232          | 0,3                  | 0,676      |
| 01405 | Pica                 | Escudo de Pica                 | Tamarugal               | Tarapacá                            | 8.934,3         | 15.488         | 1,7                  | 0,793      |
| 02101 | Antofagasta          | Escudo de Antofagasta          | Antofagasta             | Antofagasta                         | 30.718,1        | 360.743        | 11,7                 | 0,734      |
| 02102 | Mejillones           | Escudo de Mejillones           | Antofagasta             | Antofagasta                         | 3.803,9         | 10.605         | 2,8                  | 0,730      |
| 02103 | Sierra Gorda         | Escudo de Sierra Gorda         | Antofagasta             | Antofagasta                         | 12.886,4        | 3.474          | 0,3                  | 0,789      |
| 02104 | Taltal               | Escudo de Taltal               | Antofagasta             | Antofagasta                         | 20.405,1        | 10.779         | 0,5                  | 0,716      |
| 02201 | Calama               | Escudo de Calama               | El Loa                  | Antofagasta                         | 15.596,9        | 148.078        | 9,5                  | 0,757      |
| 02202 | Ollagüe              | Escudo de Ollagüe              | El Loa                  | Antofagasta                         | 2.963,9         | 251            | 0,1                  | 0,679      |
| 02203 | San Pedro de Atacama | Escudo de San Pedro de Atacama | El Loa                  | Antofagasta                         | 23.438,8        | 8.367          | 0,4                  | 0,711      |
| 02301 | Tocopilla            | Escudo de Tocopilla            | Tocopilla               | Antofagasta                         | 4.038,8         | 21.921         | 5,4                  | 0,690      |
| 02302 | María Elena          | Escudo de María Elena          | Tocopilla               | Antofagasta                         | 12.197,2        | 4.214          | 0,3                  | 0,779      |
| 03101 | Copiapó              | Escudo de Copiapó              | Copiapó                 | Atacama                             | 16.681,3        | 158.081        | 9,5                  | 0,725      |
| 03102 | Caldera              | Escudo de Caldera              | Copiapó                 | Atacama                             | 4.666,6         | 15.026         | 3,2                  | 0,741      |
| 03103 | Tierra Amarilla      | Escudo de Tierra Amarilla      | Copiapó                 | Atacama                             | 11.190,6        | 13.830         | 1,2                  | 0,686      |
| 03201 | Chañaral             | Escudo de Chañaral             | Chañaral                | Atacama                             | 5.772,4         | 12.953         | 2,2                  | 0,714      |
| 03202 | Diego de Almagro     | Escudo de Diego de Almagro     | Chañaral                | Atacama                             | 18.663,8        | 12.791         | 0,7                  | 0,789      |
| 03301 | Vallenar             | Escudo de Vallenar             | Huasco                  | Atacama                             | 7.083,7         | 47.091         | 6,6                  | 0,731      |
| 03302 | Alto del Carmen      | Escudo de Alto del Carmen      | Huasco                  | Atacama                             | 5.938,7         | 4.839          | 0,8                  | 0,664      |
| 03303 | Freirina             | Escudo de Freirina             | Huasco                  | Atacama                             | 3.577,7         | 5.879          | 1,6                  | 0,693      |
| 03304 | Huasco               | Escudo de Huasco               | Huasco                  | Atacama                             | 1.601,4         | 8.025          | 5,0                  | 0,695      |
| 04101 | La Serena            | Escudo de La Serena            | Elqui                   | Coquimbo                            | 1.892,8         | 205.015        | 108,3                | 0,781      |
| 04102 | Coquimbo             | Escudo de Coquimbo             | Elqui                   | Coquimbo                            | 1.429,3         | 206.094        | 144,2                | 0,731      |
| 04103 | Andacollo            | Escudo de Andacollo            | Elqui                   | Coquimbo                            | 310,3           | 8.805          | 28,4                 | 0,675      |
| 04104 | La Higuera           | Escudo de La Higuera           | Elqui                   | Coquimbo                            | 4.158,2         | 3.923          | 0,9                  | 0,670      |
| 04105 | Paiguano             |                                | Elqui                   | Coquimbo                            | 1.494,7         | 4.486          | 3,0                  | 0,734      |
| 04106 | Vicuña               | Escudo de Vicuña               | Elqui                   | Coquimbo                            | 7.609,8         | 26.228         | 3,4                  | 0,716      |
| 04201 | Illapel              | Escudo de Illapel              | Choapa                  | Coquimbo                            | 2.629,1         | 31.375         | 11,9                 | 0,667      |
| 04202 | Canela               | Escudo de Canela               | Choapa                  | Coquimbo                            | 2.196,6         | 8.673          | 3,9                  | 0,644      |
| 04203 | Los Vilos            |                                | Choapa                  | Coquimbo                            | 1.860,6         | 18.727         | 10,1                 | 0,675      |
| 04204 | Salamanca            | Escudo de Salamanca            | Choapa                  | Coquimbo                            | 3.445,3         | 25.633         | 7,4                  | 0,676      |
| 04301 | Ovalle               | Escudo de Ovalle               | Limarí                  | Coquimbo                            | 3.834,5         | 110.141        | 28,7                 | 0,725      |
| 04302 | Combarbalá           | Escudo de Combarbalá           | Limarí                  | Coquimbo                            | 1.895,9         | 12.484         | 6,6                  | 0,661      |
| 04303 | Monte Patria         | Escudo de Monte Patria         | Limarí                  | Coquimbo                            | 4.366,3         | 31.986         | 7,3                  | 0,653      |
| 04304 | Punitaqui            | Escudo de Punitaqui            | Limarí                  | Coquimbo                            | 1.339,3         | 10.318         | 7,7                  | 0,653      |
| 04305 | Río Hurtado          |                                | Limarí                  | Coquimbo                            | 2.117,2         | 4.481          | 2,1                  | 0,653      |
| 05101 | Valparaíso           | Escudo de Valparaíso           | Valparaíso              | Valparaíso                          | 401,6           | 273.543        | 681,1                | 0,701      |
| 05102 | Casablanca           | Escudo de Casablanca           | Valparaíso              | Valparaíso                          | 952,5           | 28.443         | 29,9                 | 0,712      |
| 05103 | Concón               | Escudo de Concón               | Valparaíso              | Valparaíso                          | 76,0            | 53.944         | 709,8                | 0,781      |
| 05104 | Juan Fernández       | Escudo de Juan Fernández       | Valparaíso              | Valparaíso                          | 147,5           | 817            | 5,5                  | 0,744      |
| 05105 | Puchuncaví           | Escudo de Puchuncaví           | Valparaíso              | Valparaíso                          | 299,9           | 15.692         | 52,3                 | 0,734      |
| 05107 | Quintero             | Escudo de Quintero             | Valparaíso              | Valparaíso                          | 147,5           | 25.054         | 169,9                | 0,733      |
| 05109 | Viña del Mar         | Escudo de Viña del Mar         | Valparaíso              | Valparaíso                          | 121,6           | 291.760        | 2.399,3              | 0,766      |
| 05201 | Isla de Pascua       | Escudo de Isla de Pascua       | Isla de Pascua          | Valparaíso                          | 163,6           | 4.781          | 29,2                 | 0,715      |
| 05301 | Los Andes            | Escudo de Los Andes            | Los Andes               | Valparaíso                          | 1.248,3         | 72.661         | 58,2                 | 0,756      |
| 05302 | Calle Larga          | Escudo de Calle Larga          | Los Andes               | Valparaíso                          | 321,7           | 11.043         | 34,3                 | 0,706      |
| 05303 | Rinconada            | Escudo de Rinconada            | Los Andes               | Valparaíso                          | 122,5           | 7.814          | 63,8                 | 0,691      |
| 05304 | San Esteban          | Escudo de San Esteban          | Los Andes               | Valparaíso                          | 1.361,6         | 16.988         | 12,5                 | 0,732      |
| 05401 | La Ligua             | Escudo de La Ligua             | Petorca                 | Valparaíso                          | 1.163,4         | 37.162         | 31,9                 | 0,708      |
| 05402 | Cabildo              | Escudo de Cabildo              | Petorca                 | Valparaíso                          | 1.455,3         | 20.735         | 14,2                 | 0,671      |
| 05403 | Papudo               | Escudo de Papudo               | Petorca                 | Valparaíso                          | 165,6           | 5.411          | 32,7                 | 0,734      |
| 05404 | Petorca              | Escudo de Petorca              | Petorca                 | Valparaíso                          | 1.516,6         | 9.754          | 6,4                  | 0,696      |
| 05405 | Zapallar             | Escudo de Zapallar             | Petorca                 | Valparaíso                          | 288,0           | 6.918          | 24,0                 | 0,743      |
| 05501 | Quillota             | Escudo de Quillota             | Quillota                | Valparaíso                          | 302,0           | 86.160         | 285,3                | 0,726      |
| 05502 | Calera               | Escudo de Calera               | Quillota                | Valparaíso                          | 60,5            | 54.252         | 896,7                | 0,700      |
| 05503 | Hijuelas             | Escudo de Hijuelas             | Quillota                | Valparaíso                          | 267,2           | 18.495         | 69,2                 | 0,672      |
| 05504 | La Cruz              | Escudo de La Cruz              | Quillota                | Valparaíso                          | 78,2            | 15.427         | 197,3                | 0,763      |
| 05506 | Nogales              | Escudo de Nogales              | Quillota                | Valparaíso                          | 405,2           | 25.397         | 62,7                 | 0,689      |
| 05601 | San Antonio          | Escudo de San Antonio          | San Antonio             | Valparaíso                          | 404,5           | 97.467         | 241,0                | 0,697      |
| 05602 | Algarrobo            | Escudo de Algarrobo            | San Antonio             | Valparaíso                          | 175,6           | 12.135         | 69,1                 | 0,722      |
| 05603 | Cartagena            | Escudo de Cartagena            | San Antonio             | Valparaíso                          | 245,9           | 23.366         | 95,0                 | 0,708      |
| 05604 | El Quisco            | Escudo de El Quisco            | San Antonio             | Valparaíso                          | 50,7            | 14.034         | 276,8                | 0,745      |
| 05605 | El Tabo              | Escudo de El Tabo              | San Antonio             | Valparaíso                          | 98,8            | 10.468         | 106,0                | 0,747      |
| 05606 | Santo Domingo        | Escudo de Santo Domingo        | San Antonio             | Valparaíso                          | 536,1           | 8.799          | 16,4                 | 0,751      |
| 05701 | San Felipe           | Escudo de San Felipe           | San Felipe de Aconcagua | Valparaíso                          | 185,9           | 75.412         | 405,7                | 0,730      |
| 05702 | Catemu               | Escudo de Catemu               | San Felipe de Aconcagua | Valparaíso                          | 361,6           | 13.165         | 36,4                 | 0,669      |
| 05703 | Llaillay             | Escudo de Llaillay             | San Felipe de Aconcagua | Valparaíso                          | 349,1           | 23.379         | 67,0                 | 0,676      |
| 05704 | Panquehue            | Escudo de Panquehue            | San Felipe de Aconcagua | Valparaíso                          | 121,9           | 7.368          | 60,4                 | 0,696      |
| 05705 | Putaendo             | Escudo de Putaendo             | San Felipe de Aconcagua | Valparaíso                          | 1.474,4         | 16.771         | 11,4                 | 0,674      |
| 05706 | Santa María          | Escudo de Santa María          | San Felipe de Aconcagua | Valparaíso                          | 166,3           | 14.342         | 86,2                 | 0,699      |
| 05801 | Quilpué              | Escudo de Quilpué              | Marga Marga             | Valparaíso                          | 536,9           | 155.318        | 289,3                | 0,752      |
| 05802 | Limache              | Escudo de Limache              | Marga Marga             | Valparaíso                          | 293,8           | 44.526         | 151,6                | 0,722      |
| 05803 | Olmué                | Escudo de Olmué                | Marga Marga             | Valparaíso                          | 231,8           | 15.800         | 68,2                 | 0,701      |
| 05804 | Villa Alemana        | Escudo de Villa Alemana        | Marga Marga             | Valparaíso                          | 96,5            | 125.275        | 1.298,2              | 0,755      |
| 06101 | Rancagua             | Escudo de Rancagua             | Cachapoal               | Lib. Gral. Bernardo O'Higgins       | 260,3           | 242.833        | 932,9                | 0,732      |
| 06102 | Codegua              | Escudo de Codegua              | Cachapoal               | Lib. Gral. Bernardo O'Higgins       | 286,9           | 12.309         | 42,9                 | 0,706      |
| 06103 | Coinco               | Escudo de Coinco               | Cachapoal               | Lib. Gral. Bernardo O'Higgins       | 98,2            | 7.051          | 71,8                 | 0,678      |
| 06104 | Coltauco             | Escudo de Coltauco             | Cachapoal               | Lib. Gral. Bernardo O'Higgins       | 224,7           | 17.373         | 77,3                 | 0,644      |
| 06105 | Doñihue              | Escudo de Doñihue              | Cachapoal               | Lib. Gral. Bernardo O'Higgins       | 78,2            | 19.678         | 251,6                | 0,685      |
| 06106 | Graneros             | Escudo de Graneros             | Cachapoal               | Lib. Gral. Bernardo O'Higgins       | 112,7           | 29.928         | 265,6                | 0,691      |
| 06107 | Las Cabras           | Escudo de Las Cabras           | Cachapoal               | Lib. Gral. Bernardo O'Higgins       | 749,2           | 23.059         | 30,8                 | 0,661      |
| 06108 | Machalí              | Escudo de Machalí              | Cachapoal               | Lib. Gral. Bernardo O'Higgins       | 2.586,0         | 34.243         | 13,2                 | 0,730      |
| 06109 | Malloa               | Escudo de Malloa               | Cachapoal               | Lib. Gral. Bernardo O'Higgins       | 112,6           | 13.657         | 121,3                | 0,649      |
| 06110 | Mostazal             | Escudo de Mostazal             | Cachapoal               | Lib. Gral. Bernardo O'Higgins       | 523,9           | 25.816         | 49,3                 | 0,691      |
| 06111 | Olivar               | Escudo de Olivar               | Cachapoal               | Lib. Gral. Bernardo O'Higgins       | 44,6            | 13.743         | 308,1                | 0,661      |
| 06112 | Peumo                | Escudo de Peumo                | Cachapoal               | Lib. Gral. Bernardo O'Higgins       | 153,1           | 15.209         | 99,3                 | 0,674      |
| 06113 | Pichidegua           | Escudo de Pichidegua           | Cachapoal               | Lib. Gral. Bernardo O'Higgins       | 320,0           | 19.071         | 59,6                 | 0,652      |
| 06114 | Quinta de Tilcoco    | Escudo de Quinta de Tilcoco    | Cachapoal               | Lib. Gral. Bernardo O'Higgins       | 93,2            | 12.014         | 128,9                | 0,678      |
| 06115 | Rengo                | Escudo de Rengo                | Cachapoal               | Lib. Gral. Bernardo O'Higgins       | 591,5           | 59.240         | 100,2                | 0,680      |
| 06116 | Requínoa             | Escudo de Requínoa             | Cachapoal               | Lib. Gral. Bernardo O'Higgins       | 673,3           | 25.379         | 37,7                 | 0,668      |
| 06117 | San Vicente          | Escudo de San Vicente          | Cachapoal               | Lib. Gral. Bernardo O'Higgins       | 475,8           | 46.071         | 96,8                 | 0,694      |
| 06201 | Pichilemu            | Escudo de Pichilemu            | Cardenal Caro           | Lib. Gral. Bernardo O'Higgins       | 749,1           | 14.505         | 19,4                 | 0,677      |
| 06202 | La Estrella          |                                | Cardenal Caro           | Lib. Gral. Bernardo O'Higgins       | 435,0           | 4.677          | 10,8                 | 0,696      |
| 06203 | Litueche             | Escudo de Litueche             | Cardenal Caro           | Lib. Gral. Bernardo O'Higgins       | 618,8           | 5.608          | 9,1                  | 0,645      |
| 06204 | Marchihue            | Escudo de Marchihue            | Cardenal Caro           | Lib. Gral. Bernardo O'Higgins       | 659,9           | 7.635          | 11,6                 | 0,670      |
| 06205 | Navidad              | Escudo de Navidad              | Cardenal Caro           | Lib. Gral. Bernardo O'Higgins       | 300,4           | 5.465          | 18,2                 | 0,651      |
| 06206 | Paredones            | Escudo de Paredones            | Cardenal Caro           | Lib. Gral. Bernardo O'Higgins       | 561,6           | 6.815          | 12,1                 | 0,628      |
| 06301 | San Fernando         | Escudo de San Fernando         | Colchagua               | Lib. Gral. Bernardo O'Higgins       | 2.441,3         | 71.738         | 29,4                 | 0,725      |
| 06302 | Chépica              | Escudo de Chépica              | Colchagua               | Lib. Gral. Bernardo O'Higgins       | 503,4           | 13.845         | 27,5                 | 0,637      |
| 06303 | Chimbarongo          | Escudo de Chimbarongo          | Colchagua               | Lib. Gral. Bernardo O'Higgins       | 497,9           | 34.384         | 69,1                 | 0,674      |
| 06304 | Lolol                | Escudo de Lolol                | Colchagua               | Lib. Gral. Bernardo O'Higgins       | 596,9           | 6.554          | 11,0                 | 0,628      |
| 06305 | Nancagua             | Escudo de Nancagua             | Colchagua               | Lib. Gral. Bernardo O'Higgins       | 111,3           | 17.110         | 153,7                | 0,665      |
| 06306 | Palmilla             | Escudo de Palmilla             | Colchagua               | Lib. Gral. Bernardo O'Higgins       | 237,3           | 11.655         | 49,1                 | 0,676      |
| 06307 | Peralillo            | Escudo de Peralillo            | Colchagua               | Lib. Gral. Bernardo O'Higgins       | 282,6           | 10.419         | 36,9                 | 0,653      |
| 06308 | Placilla             | Escudo de Placilla             | Colchagua               | Lib. Gral. Bernardo O'Higgins       | 146,9           | 8.470          | 57,7                 | 0,621      |
| 06309 | Pumanque             | Escudo de Pumanque             | Colchagua               | Lib. Gral. Bernardo O'Higgins       | 440,9           | 3.191          | 7,2                  | 0,635      |
| 06310 | Santa Cruz           | Escudo de Santa Cruz           | Colchagua               | Lib. Gral. Bernardo O'Higgins       | 419,5           | 36.061         | 86,0                 | 0,719      |
| 07101 | Talca                | Escudo de Talca                | Talca                   | Maule                               | 231,5           | 238.817        | 1.031,6              | 0,731      |
| 07102 | Constitución         | Escudo de Constitución         | Talca                   | Maule                               | 1.343,6         | 53.139         | 39,5                 | 0,715      |
| 07103 | Curepto              |                                | Talca                   | Maule                               | 1.073,8         | 9.779          | 9,1                  | 0,644      |
| 07104 | Empedrado            | Escudo de Empedrado            | Talca                   | Maule                               | 564,9           | 4.076          | 7,2                  | 0,637      |
| 07105 | Maule                | Escudo de Maule                | Talca                   | Maule                               | 238,2           | 20.695         | 86,9                 | 0,681      |
| 07106 | Pelarco              | Escudo de Pelarco              | Talca                   | Maule                               | 331,5           | 7.034          | 21,2                 | 0,653      |
| 07107 | Pencahue             | Escudo de Pencahue             | Talca                   | Maule                               | 956,8           | 9.021          | 9,4                  | 0,649      |
| 07108 | Río Claro            | Escudo de Río Claro            | Talca                   | Maule                               | 430,5           | 13.032         | 30,3                 | 0,671      |
| 07109 | San Clemente         | Escudo de San Clemente         | Talca                   | Maule                               | 4.503,5         | 38.919         | 8,6                  | 0,659      |
| 07110 | San Rafael           | Escudo de San Rafael           | Talca                   | Maule                               | 263,5           | 8.309          | 31,5                 | 0,629      |
| 07201 | Cauquenes            | Escudo de Cauquenes            | Cauquenes               | Maule                               | 2.126,3         | 42.711         | 20,1                 | 0,656      |
| 07202 | Chanco               | Escudo de Chanco               | Cauquenes               | Maule                               | 529,5           | 9.603          | 18,1                 | 0,612      |
| 07203 | Pelluhue             | Escudo de Pelluhue             | Cauquenes               | Maule                               | 371,4           | 7.570          | 20,4                 | 0,694      |
| 07301 | Curicó               | Escudo de Curicó               | Curicó                  | Maule                               | 1.328,4         | 137.563        | 103,6                | 0,710      |
| 07302 | Hualañé              | Escudo de Hualañé              | Curicó                  | Maule                               | 629,0           | 10.244         | 16,3                 | 0,631      |
| 07303 | Licantén             | Escudo de Licantén             | Curicó                  | Maule                               | 273,3           | 7.499          | 27,4                 | 0,705      |
| 07304 | Molina               | Escudo de Molina               | Curicó                  | Maule                               | 1.551,6         | 42.022         | 27,1                 | 0,663      |
| 07305 | Rauco                | Escudo de Rauco                | Curicó                  | Maule                               | 308,6           | 9.477          | 30,7                 | 0,659      |
| 07306 | Romeral              | Escudo de Romeral              | Curicó                  | Maule                               | 1.597,1         | 14.225         | 8,9                  | 0,668      |
| 07307 | Sagrada Familia      | Escudo de Sagrada Familia      | Curicó                  | Maule                               | 548,8           | 18.473         | 33,7                 | 0,672      |
| 07308 | Teno                 | Escudo de Teno                 | Curicó                  | Maule                               | 618,4           | 27.543         | 44,5                 | 0,648      |
| 07309 | Vichuquén            | Escudo de Vichuquén            | Curicó                  | Maule                               | 425,7           | 4.961          | 11,7                 | 0,678      |
| 07401 | Linares              | Escudo de Linares              | Linares                 | Maule                               | 1.465,7         | 90.048         | 61,4                 | 0,710      |
| 07402 | Colbún               | Escudo de Colbún               | Linares                 | Maule                               | 2.899,9         | 18.477         | 6,4                  | 0,638      |
| 07403 | Longaví              | Escudo de Longaví              | Linares                 | Maule                               | 1.453,8         | 28.782         | 19,8                 | 0,626      |
| 07404 | Parral               | Escudo de Parral               | Linares                 | Maule                               | 1.638,4         | 37.910         | 23,1                 | 0,656      |
| 07405 | Retiro               | Escudo de Retiro               | Linares                 | Maule                               | 827,1           | 17.693         | 21,4                 | 0,649      |
| 07406 | San Javier           | Escudo de San Javier           | Linares                 | Maule                               | 1.313,4         | 40.372         | 30,7                 | 0,654      |
| 07407 | Villa Alegre         | Escudo de Villa Alegre         | Linares                 | Maule                               | 189,8           | 14.683         | 77,4                 | 0,648      |
| 07408 | Yerbas Buenas        | Escudo de Yerbas Buenas        | Linares                 | Maule                               | 262,1           | 17.008         | 64,9                 | 0,640      |
| 08101 | Concepción           | Escudo de Concepción           | Concepción              | Biobío                              | 221,6           | 227.768        | 1.027,8              | 0,757      |
| 08102 | Coronel              | Escudo de Coronel              | Concepción              | Biobío                              | 279,4           | 107.508        | 384,8                | 0,682      |
| 08103 | Chiguayante          | Escudo de Chiguayante          | Concepción              | Biobío                              | 71,5            | 115.366        | 1.613,5              | 0,764      |
| 08104 | Florida              | Escudo de Florida              | Concepción              | Biobío                              | 608,6           | 9.867          | 16,2                 | 0,604      |
| 08105 | Hualqui              | Escudo de Hualqui              | Concepción              | Biobío                              | 530,5           | 21.934         | 41,3                 | 0,666      |
| 08106 | Lota                 | Escudo de Lota                 | Concepción              | Biobío                              | 135,8           | 48.045         | 353,8                | 0,643      |
| 08107 | Penco                | Escudo de Penco                | Concepción              | Biobío                              | 107,6           | 52.389         | 486,9                | 0,689      |
| 08108 | San Pedro de La Paz  | Escudo de San Pedro de La Paz  | Concepción              | Biobío                              | 112,5           | 94.827         | 842,9                | 0,787      |
| 08109 | Santa Juana          | Escudo de Santa Juana          | Concepción              | Biobío                              | 731,2           | 13.331         | 18,2                 | 0,626      |
| 08110 | Talcahuano           | Escudo de Talcahuano           | Concepción              | Biobío                              | 92,3            | 171.673        | 1.859,9              | 0,731      |
| 08111 | Tomé                 | Escudo de Tomé                 | Concepción              | Biobío                              | 494,5           | 55.764         | 112,8                | 0,668      |
| 08112 | Hualpén              | Escudo de Hualpén              | Concepción              | Biobío                              | 53,5            | 86.176         | 1.610,8              |            |
| 08201 | Lebu                 | Escudo de Lebu                 | Arauco                  | Biobío                              | 561,4           | 25.790         | 45,9                 | 0,633      |
| 08202 | Arauco               | Escudo de Arauco               | Arauco                  | Biobío                              | 956,1           | 41.153         | 43,0                 | 0,704      |
| 08203 | Cañete               | Escudo de Cañete               | Arauco                  | Biobío                              | 1.089,2         | 33.535         | 30,8                 | 0,641      |
| 08204 | Contulmo             | Escudo de Contulmo             | Arauco                  | Biobío                              | 638,8           | 5.188          | 8,1                  | 0,603      |
| 08205 | Curanilahue          | Escudo de Curanilahue          | Arauco                  | Biobío                              | 994,3           | 33.855         | 31,0                 | 0,643      |
| 08206 | Los Álamos           | Escudo de Los Álamos           | Arauco                  | Biobío                              | 599,1           | 20.723         | 34,6                 | 0,645      |
| 08207 | Tirúa                | Escudo de Tirúa                | Arauco                  | Biobío                              | 624,4           | 10.859         | 17,4                 | 0,584      |
| 08301 | Los Ángeles          | Escudo de Los Ángeles          | Biobío                  | Biobío                              | 1.748,2         | 195.813        | 112,0                | 0,696      |
| 08302 | Antuco               | Escudo de Antuco               | Biobío                  | Biobío                              | 1.884,1         | 3.774          | 2,0                  | 0,662      |
| 08303 | Cabrero              | Escudo de Cabrero              | Biobío                  | Biobío                              | 639,8           | 29.532         | 46,2                 | 0,635      |
| 08304 | Laja                 | Escudo de Laja                 | Biobío                  | Biobío                              | 339,8           | 20.964         | 61,7                 | 0,665      |
| 08305 | Mulchén              | Escudo de Mulchén              | Biobío                  | Biobío                              | 1.925,3         | 28.517         | 14,8                 | 0,639      |
| 08306 | Nacimiento           | Escudo de Nacimiento           | Biobío                  | Biobío                              | 934,9           | 26.145         | 28,0                 | 0,656      |
| 08307 | Negrete              | Escudo de Negrete              | Biobío                  | Biobío                              | 156,5           | 8.933          | 57,1                 | 0,629      |
| 08308 | Quilaco              | Escudo de Quilaco              | Biobío                  | Biobío                              | 1.123,7         | 3.722          | 3,3                  | 0,635      |
| 08309 | Quilleco             | Escudo de Quilleco             | Biobío                  | Biobío                              | 1.121,8         | 10.396         | 9,3                  | 0,641      |
| 08310 | San Rosendo          | Escudo de San Rosendo          | Biobío                  | Biobío                              | 92,4            | 3.627          | 39,3                 | 0,647      |
| 08311 | Santa Bárbara        | Escudo de Santa Bárbara        | Biobío                  | Biobío                              | 1.254,9         | 14.612         | 11,6                 | 0,637      |
| 08312 | Tucapel              | Escudo de Tucapel              | Biobío                  | Biobío                              | 914,9           | 13.442         | 14,7                 | 0,655      |
| 08313 | Yumbel               | Escudo de Yumbel               | Biobío                  | Biobío                              | 727,0           | 20.572         | 28,3                 | 0,597      |
| 08314 | Alto Biobío          | Escudo de Alto Biobío          | Biobío                  | Biobío                              | 2.124,6         | 10.039         | 4,7                  |            |
| 08401 | Chillán              | Escudo de Chillán              | Ñuble                   | Biobío                              | 511,2           | 175.585        | 343,5                | 0,714      |
| 08402 | Bulnes               | Escudo de Bulnes               | Ñuble                   | Biobío                              | 425,4           | 21.542         | 50,6                 | 0,626      |
| 08403 | Cobquecura           | Escudo de Cobquecura           | Ñuble                   | Biobío                              | 570,3           | 5.173          | 9,1                  | 0,633      |
| 08404 | Coelemu              | Escudo de Coelemu              | Ñuble                   | Biobío                              | 342,3           | 15.461         | 45,2                 | 0,611      |
| 08405 | Coihueco             | Escudo de Coihueco             | Ñuble                   | Biobío                              | 1.776,6         | 24.714         | 13,9                 | 0,639      |
| 08406 | Chillán Viejo        | Escudo de Chillán Viejo        | Ñuble                   | Biobío                              | 291,8           | 29.199         | 100,1                | 0,732      |
| 08407 | El Carmen            | Escudo de El Carmen            | Ñuble                   | Biobío                              | 664,3           | 11.830         | 17,8                 | 0,611      |
| 08408 | Ninhue               | Escudo de Ninhue               | Ñuble                   | Biobío                              | 401,2           | 5.278          | 13,2                 | 0,569      |
| 08409 | Ñiquén               | Escudo de Ñiquén               | Ñuble                   | Biobío                              | 493,1           | 10.063         | 20,4                 | 0,629      |
| 08410 | Pemuco               | Escudo de Pemuco               | Ñuble                   | Biobío                              | 562,7           | 9.120          | 16,2                 | 0,631      |
| 08411 | Pinto                | Escudo de Pinto                | Ñuble                   | Biobío                              | 1.164,0         | 10.883         | 9,3                  | 0,618      |
| 08412 | Portezuelo           | Escudo de Portezuelo           | Ñuble                   | Biobío                              | 282,3           | 5.061          | 17,9                 | 0,599      |
| 08413 | Quillón              | Escudo de Quillón              | Ñuble                   | Biobío                              | 423,0           | 15.525         | 36,7                 | 0,590      |
| 08414 | Quirihue             | Escudo de Quirihue             | Ñuble                   | Biobío                              | 589,0           | 11.851         | 20,1                 | 0,594      |
| 08415 | Ránquil              | Escudo de Ránquil              | Ñuble                   | Biobío                              | 248,3           | 4.983          | 20,1                 | 0,586      |
| 08416 | San Carlos           | Escudo de San Carlos           | Ñuble                   | Biobío                              | 874,0           | 51.335         | 58,7                 | 0,653      |
| 08417 | San Fabián           | Escudo de San Fabián           | Ñuble                   | Biobío                              | 1.568,3         | 3.503          | 2,2                  | 0,618      |
| 08418 | San Ignacio          | Escudo de San Ignacio          | Ñuble                   | Biobío                              | 363,6           | 15.770         | 43,4                 | 0,618      |
| 08419 | San Nicolás          | Escudo de San Nicolás          | Ñuble                   | Biobío                              | 490,5           | 10.051         | 20,5                 | 0,625      |
| 08420 | Treguaco             | Escudo de Treguaco             | Ñuble                   | Biobío                              | 313,1           | 4.995          | 16,0                 | 0,562      |
| 08421 | Yungay               | Escudo de Yungay               | Ñuble                   | Biobío                              | 823,5           | 18.234         | 22,1                 | 0,669      |
| 09101 | Temuco               | Escudo de Temuco               | Cautín                  | La Araucanía                        | 464,0           | 298.575        | 643,5                | 0,763      |
| 09102 | Carahue              | Escudo de Carahue              | Cautín                  | La Araucanía                        | 1.340,6         | 25.718         | 19,2                 | 0,604      |
| 09103 | Cunco                | Escudo de Cunco                | Cautín                  | La Araucanía                        | 1.906,5         | 19.024         | 10,0                 | 0,659      |
| 09104 | Curarrehue           | Escudo de Curarrehue           | Cautín                  | La Araucanía                        | 1.170,7         | 7.540          | 6,4                  | 0,603      |
| 09105 | Freire               | Escudo de Freire               | Cautín                  | La Araucanía                        | 935,2           | 27.616         | 29,5                 | 0,614      |
| 09106 | Galvarino            | Escudo de Galvarino            | Cautín                  | La Araucanía                        | 568,2           | 11.324         | 19,9                 | 0,611      |
| 09107 | Gorbea               | Escudo de Gorbea               | Cautín                  | La Araucanía                        | 694,5           | 15.481         | 22,3                 | 0,644      |
| 09108 | Lautaro              | Escudo de Lautaro              | Cautín                  | La Araucanía                        | 901,1           | 35.451         | 39,3                 | 0,669      |
| 09109 | Loncoche             | Escudo de Loncoche             | Cautín                  | La Araucanía                        | 976,8           | 22.191         | 22,7                 | 0,652      |
| 09110 | Melipeuco            | Escudo de Melipeuco            | Cautín                  | La Araucanía                        | 1.107,3         | 5.451          | 4,9                  | 0,629      |
| 09111 | Nueva Imperial       | Escudo de Nueva Imperial       | Cautín                  | La Araucanía                        | 732,5           | 32.109         | 43,8                 | 0,629      |
| 09112 | Padre Las Casas      | Escudo de Padre Las Casas      | Cautín                  | La Araucanía                        | 400,7           | 72.135         | 180,0                | 0,662      |
| 09113 | Perquenco            | Escudo de Perquenco            | Cautín                  | La Araucanía                        | 330,7           | 6.911          | 20,9                 | 0,630      |
| 09114 | Pitrufquén           | Escudo de Pitrufquén           | Cautín                  | La Araucanía                        | 580,7           | 23.776         | 40,9                 | 0,663      |
| 09115 | Pucón                | Escudo de Pucón                | Cautín                  | La Araucanía                        | 1.248,5         | 29.987         | 24,0                 | 0,767      |
| 09116 | Saavedra             | Escudo de Saavedra             | Cautín                  | La Araucanía                        | 400,8           | 13.481         | 33,6                 | 0,574      |
| 09117 | Teodoro Schmidt      | Escudo de Teodoro Schmidt      | Cautín                  | La Araucanía                        | 649,9           | 15.793         | 24,3                 | 0,607      |
| 09118 | Toltén               | Escudo de Toltén               | Cautín                  | La Araucanía                        | 860,4           | 10.403         | 12,1                 | 0,617      |
| 09119 | Vilcún               | Escudo de Vilcún               | Cautín                  | La Araucanía                        | 1.420,9         | 23.823         | 16,8                 | 0,643      |
| 09120 | Villarrica           | Escudo de Villarrica           | Cautín                  | La Araucanía                        | 1.291,1         | 56.178         | 43,5                 | 0,698      |
| 09121 | Cholchol             | Escudo de Cholchol             | Cautín                  | La Araucanía                        | 427,9           | 10.825         | 25,3                 |            |
| 09201 | Angol                | Escudo de Angol                | Malleco                 | La Araucanía                        | 1.194,4         | 51.136         | 42,8                 | 0,707      |
| 09202 | Collipulli           | Escudo de Collipulli           | Malleco                 | La Araucanía                        | 1.295,9         | 21.705         | 16,7                 | 0,633      |
| 09203 | Curacautín           | Escudo de Curacautín           | Malleco                 | La Araucanía                        | 1.664,0         | 15.728         | 9,5                  | 0,657      |
| 09204 | Ercilla              | Escudo de Ercilla              | Malleco                 | La Araucanía                        | 499,7           | 9.148          | 18,3                 | 0,609      |
| 09205 | Lonquimay            | Escudo de Lonquimay            | Malleco                 | La Araucanía                        | 3.914,2         | 11.341         | 2,9                  | 0,629      |
| 09206 | Los Sauces           | Escudo de Los Sauces           | Malleco                 | La Araucanía                        | 849,8           | 6.490          | 7,6                  | 0,602      |
| 09207 | Lumaco               | Escudo de Lumaco               | Malleco                 | La Araucanía                        | 1.119,0         | 10.479         | 9,4                  | 0,603      |
| 09208 | Purén                | Escudo de Purén                | Malleco                 | La Araucanía                        | 464,9           | 11.789         | 25,4                 | 0,594      |
| 09209 | Renaico              | Escudo de Renaico              | Malleco                 | La Araucanía                        | 267,4           | 9.028          | 33,8                 | 0,615      |
| 09210 | Traiguén             |                                | Malleco                 | La Araucanía                        | 908,0           | 18.357         | 20,2                 | 0,657      |
| 09211 | Victoria             | Escudo de Victoria             | Malleco                 | La Araucanía                        | 1.256,0         | 33.127         | 26,4                 | 0,686      |
| 14101 | Valdivia             | Escudo de Valdivia             | Valdivia                | Los Ríos                            | 1.015,6         | 158.626        | 156,2                | 0,754      |
| 14102 | Corral               | Escudo de Corral               | Valdivia                | Los Ríos                            | 766,7           | 5.083          | 6,6                  | 0,658      |
| 14103 | Lanco                | Escudo de Lanco                | Valdivia                | Los Ríos                            | 532,4           | 16.394         | 30,8                 | 0,648      |
| 14104 | Los Lagos            | Escudo de Los Lagos            | Valdivia                | Los Ríos                            | 1.791,2         | 21.577         | 12,0                 | 0,658      |
| 14105 | Máfil                | Escudo de Máfil                | Valdivia                | Los Ríos                            | 582,7           | 7.036          | 12,1                 | 0,655      |
| 14106 | Mariquina            | Escudo de Mariquina            | Valdivia                | Los Ríos                            | 1.320,5         | 18.503         | 14,0                 | 0,653      |
| 14107 | Paillaco             | Escudo de Paillaco             | Valdivia                | Los Ríos                            | 896,0           | 19.873         | 22,2                 | 0,647      |
| 14108 | Panguipulli          | Escudo de Panguipulli          | Valdivia                | Los Ríos                            | 3.292,1         | 34.926         | 10,6                 | 0,627      |
| 14201 | La Unión             | Escudo de La Unión             | Ranco                   | Los Ríos                            | 2.136,7         | 39.100         | 18,3                 | 0,687      |
| 14202 | Futrono              | Escudo de Futrono              | Ranco                   | Los Ríos                            | 2.120,6         | 15.755         | 7,4                  | 0,637      |
| 14203 | Lago Ranco           | Escudo de Lago Ranco           | Ranco                   | Los Ríos                            | 1.763,3         | 9.630          | 5,5                  | 0,606      |
| 14204 | Río Bueno            | Escudo de Río Bueno            | Ranco                   | Los Ríos                            | 2.211,7         | 31.690         | 14,3                 | 0,624      |
| 10101 | Puerto Montt         | Escudo de Puerto Montt         | Llanquihue              | Los Lagos                           | 1.673,0         | 230.885        | 138,0                | 0,718      |
| 10102 | Calbuco              | Escudo de Calbuco              | Llanquihue              | Los Lagos                           | 590,8           | 34.902         | 59,1                 | 0,642      |
| 10103 | Cochamó              | Escudo de Cochamó              | Llanquihue              | Los Lagos                           | 3.910,8         | 4.326          | 1,1                  | 0,690      |
| 10104 | Fresia               | Escudo de Fresia               | Llanquihue              | Los Lagos                           | 1.278,1         | 12.454         | 9,7                  | 0,657      |
| 10105 | Frutillar            | Escudo de Frutillar            | Llanquihue              | Los Lagos                           | 831,4           | 17.756         | 21,4                 | 0,669      |
| 10106 | Los Muermos          | Escudo de Los Muermos          | Llanquihue              | Los Lagos                           | 1.245,8         | 16.522         | 13,3                 | 0,648      |
| 10107 | Llanquihue           | Escudo de Llanquihue           | Llanquihue              | Los Lagos                           | 420,8           | 18.151         | 43,1                 | 0,695      |
| 10108 | Maullín              | Escudo de Maullín              | Llanquihue              | Los Lagos                           | 860,8           | 13.914         | 16,2                 | 0,691      |
| 10109 | Puerto Varas         | Escudo de Puerto Varas         | Llanquihue              | Los Lagos                           | 4.064,9         | 39.414         | 9,7                  | 0,748      |
| 10201 | Castro               | Escudo de Castro               | Chiloé                  | Los Lagos                           | 472,5           | 50.764         | 107,4                | 0,720      |
| 10202 | Ancud                | Escudo de Ancud                | Chiloé                  | Los Lagos                           | 1.752,4         | 41.960         | 23,9                 | 0,705      |
| 10203 | Chonchi              | Escudo de Chonchi              | Chiloé                  | Los Lagos                           | 1.362,1         | 14.639         | 10,7                 | 0,641      |
| 10204 | Curaco de Vélez      | Escudo de Curaco de Vélez      | Chiloé                  | Los Lagos                           | 80,0            | 3.884          | 48,6                 | 0,702      |
| 10205 | Dalcahue             | Escudo de Dalcahue             | Chiloé                  | Los Lagos                           | 1.239,4         | 14.548         | 11,7                 | 0,690      |
| 10206 | Puqueldón            | Escudo de Puqueldón            | Chiloé                  | Los Lagos                           | 97,3            | 4.097          | 42,1                 | 0,628      |
| 10207 | Queilén              |                                | Chiloé                  | Los Lagos                           | 332,9           | 5.319          | 16,0                 | 0,646      |
| 10208 | Quellón              | Escudo de Quellón              | Chiloé                  | Los Lagos                           | 3.244,0         | 30.964         | 9,5                  | 0,670      |
| 10209 | Quemchi              | Escudo de Quemchi              | Chiloé                  | Los Lagos                           | 440,3           | 9.191          | 20,9                 | 0,656      |
| 10210 | Quinchao             | Escudo de Quinchao             | Chiloé                  | Los Lagos                           | 160,7           | 9.043          | 56,3                 | 0,648      |
| 10301 | Osorno               | Escudo de Osorno               | Osorno                  | Los Lagos                           | 951,3           | 161.858        | 170,1                | 0,700      |
| 10302 | Puerto Octay         | Escudo de Puerto Octay         | Osorno                  | Los Lagos                           | 1.795,7         | 9.480          | 5,3                  | 0,679      |
| 10303 | Purranque            | Escudo de Purranque            | Osorno                  | Los Lagos                           | 1.458,8         | 20.768         | 14,2                 | 0,627      |
| 10304 | Puyehue              | Escudo de Puyehue              | Osorno                  | Los Lagos                           | 1.597,9         | 11.370         | 7,1                  | 0,675      |
| 10305 | Río Negro            | Escudo de Río Negro            | Osorno                  | Los Lagos                           | 1.265,7         | 13.425         | 10,6                 | 0,633      |
| 10306 | San Juan de la Costa | Escudo de San Juan de la Costa | Osorno                  | Los Lagos                           | 1.517,0         | 7.997          | 5,3                  | 0,510      |
| 10307 | San Pablo            | Escudo de San Pablo            | Osorno                  | Los Lagos                           | 637,3           | 9.150          | 14,4                 | 0,625      |
| 10401 | Chaitén              | Escudo de Chaitén              | Palena                  | Los Lagos                           | 8.470,5         | 7.122          | 0,8                  | 0,704      |
| 10402 | Futaleufú            | Escudo de Futaleufú            | Palena                  | Los Lagos                           | 1.280,0         | 1.836          | 1,4                  | 0,665      |
| 10403 | Hualaihué            | Escudo de Hualaihué            | Palena                  | Los Lagos                           | 2.787,7         | 8.426          | 3,0                  | 0,659      |
| 10404 | Palena               | Escudo de Palena               | Palena                  | Los Lagos                           | 2.763,7         | 1.665          | 0,6                  | 0,667      |
| 11101 | Coyhaique            | Escudo de Coihaique            | Coyhaique               | Aysén del Gral. C. Ibáñez del Campo | 7.320,2         | 57.349         | 7,8                  | 0,751      |
| 11102 | Lago Verde           | Escudo de Lago Verde           | Coyhaique               | Aysén del Gral. C. Ibáñez del Campo | 5.622,3         | 965            | 0,2                  | 0,637      |
| 11201 | Aysén                |                                | Aysén                   | Aysén del Gral. C. Ibáñez del Campo | 29.970,4        | 26.114         | 0,9                  | 0,674      |
| 11202 | Cisnes               | Escudo de Cisnes               | Aysén                   | Aysén del Gral. C. Ibáñez del Campo | 15.831,4        | 6.124          | 0,4                  | 0,725      |
| 11203 | Guaitecas            | Escudo de Guaitecas            | Aysén                   | Aysén del Gral. C. Ibáñez del Campo | 787,0           | 1.803          | 2,3                  | 0,654      |
| 11301 | Cochrane             | Escudo de Cochrane             | Capitán Prat            | Aysén del Gral. C. Ibáñez del Campo | 8.930,5         | 2.816          | 0,3                  | 0,668      |
| 11302 | O'Higgins            | Escudo de O'Higgins            | Capitán Prat            | Aysén del Gral. C. Ibáñez del Campo | 8.182,5         | 641            | 0,1                  | 0,572      |
| 11303 | Tortel               | Escudo de Tortel               | Capitán Prat            | Aysén del Gral. C. Ibáñez del Campo | 19.930,6        | 610            | 0,0                  | 0,655      |
| 11401 | Chile Chico          | Escudo de Chile Chico          | General Carrera         | Aysén del Gral. C. Ibáñez del Campo | 5.922,3         | 5.145          | 0,9                  | 0,707      |
| 11402 | Río Ibáñez           | Escudo de Río Ibáñez           | General Carrera         | Aysén del Gral. C. Ibáñez del Campo | 5.997,2         | 2.171          | 0,4                  | 0,654      |
| 12101 | Punta Arenas         | Escudo de Punta Arenas         | Magallanes              | Magallanes y Antártica Chilena      | 17.846,3        | 124.624        | 7,0                  | 0,748      |
| 12102 | Laguna Blanca        | Escudo de Laguna Blanca        | Magallanes              | Magallanes y Antártica Chilena      | 3.695,6         | 633            | 0,2                  | 0,785      |
| 12103 | Río Verde            | Escudo de Río Verde            | Magallanes              | Magallanes y Antártica Chilena      | 9.975,2         | 365            | 0,0                  | 0,784      |
| 12104 | San Gregorio         | Escudo de San Gregorio         | Magallanes              | Magallanes y Antártica Chilena      | 6.883,7         | 798            | 0,1                  | 0,823      |
| 12201 | Cabo de Hornos       | Escudo de Cabo de Hornos       | Antártica Chilena       | Magallanes y Antártica Chilena      | 15.853,7        | 2.711          | 0,2                  | 0,806      |
| 12202 | Antártica            | Escudo de Antártica            | Antártica Chilena       | Magallanes y Antártica Chilena      | 1.250.000,0     | 95             | 0,0                  |            |
| 12301 | Porvenir             | Escudo de Porvenir             | Tierra del Fuego        | Magallanes y Antártica Chilena      | 6.982,6         | 5.616          | 0,8                  | 0,731      |
| 12302 | Primavera            | Escudo de Primavera            | Tierra del Fuego        | Magallanes y Antártica Chilena      | 4.614,2         | 637            | 0,1                  | 0,774      |
| 12303 | Timaukel             | Escudo de Timaukel             | Tierra del Fuego        | Magallanes y Antártica Chilena      | 10.995,9        | 730            | 0,1                  | 0,717      |
| 12401 | Natales              | Escudo de Natales              | Última Esperanza        | Magallanes y Antártica Chilena      | 48.974,2        | 20.855         | 0,4                  | 0,699      |
| 12402 | Torres del Paine     | Escudo de Torres del Paine     | Última Esperanza        | Magallanes y Antártica Chilena      | 6.469,7         | 1.047          | 0,2                  | 0,730      |
| 13101 | Santiago             | Escudo de Santiago             | Santiago                | Metropolitana de Santiago           | 22,4            | 171.616        | 7.661,4              | 0,807      |
| 13102 | Cerrillos            | Escudo de Cerrillos            | Santiago                | Metropolitana de Santiago           | 21,0            | 67.738         | 3.225,6              | 0,743      |
| 13103 | Cerro Navia          | Escudo de Cerro Navia          | Santiago                | Metropolitana de Santiago           | 11,1            | 137.750        | 12.409,9             | 0,683      |
| 13104 | Conchalí             | Escudo de Conchalí             | Santiago                | Metropolitana de Santiago           | 10,7            | 112.395        | 10.504,2             | 0,707      |
| 13105 | El Bosque            | Escudo de El Bosque            | Santiago                | Metropolitana de Santiago           | 14,1            | 171.238        | 12.144,5             | 0,711      |
| 13106 | Estación Central     | Escudo de Estación Central     | Santiago                | Metropolitana de Santiago           | 14,1            | 115.675        | 8.203,9              | 0,735      |
| 13107 | Huechuraba           | Escudo de Huechuraba           | Santiago                | Metropolitana de Santiago           | 44,8            | 84.521         | 1.886,6              | 0,737      |
| 13108 | Independencia        | Escudo de Independencia        | Santiago                | Metropolitana de Santiago           | 7,4             | 53.921         | 7.286,6              | 0,709      |
| 13109 | La Cisterna          | Escudo de La Cisterna          | Santiago                | Metropolitana de Santiago           | 10,0            | 74.284         | 7.428,4              | 0,775      |
| 13110 | La Florida           | Escudo de La Florida           | Santiago                | Metropolitana de Santiago           | 70,8            | 398.334        | 5.626,2              | 0,804      |
| 13111 | La Granja            | Escudo de La Granja            | Santiago                | Metropolitana de Santiago           | 10,1            | 126.125        | 12.487,6             | 0,689      |
| 13112 | La Pintana           | Escudo de La Pintana           | Santiago                | Metropolitana de Santiago           | 30,6            | 202.535        | 6.618,8              | 0,679      |
| 13113 | La Reina             | Escudo de La Reina             | Santiago                | Metropolitana de Santiago           | 23,4            | 96.551         | 4.126,1              | 0,883      |
| 13114 | Las Condes           | Escudo de Las Condes           | Santiago                | Metropolitana de Santiago           | 99,4            | 283.226        | 2.849,4              | 0,933      |
| 13115 | Lo Barnechea         | Escudo de Lo Barnechea         | Santiago                | Metropolitana de Santiago           | 1.023,7         | 103.376        | 101,0                | 0,912      |
| 13116 | Lo Espejo            | Escudo de Lo Espejo            | Santiago                | Metropolitana de Santiago           | 7,2             | 102.242        | 14.200,3             | 0,657      |
| 13117 | Lo Prado             | Escudo de Lo Prado             | Santiago                | Metropolitana de Santiago           | 6,7             | 94.744         | 14.140,9             | 0,715      |
| 13118 | Macul                | Escudo de Macul                | Santiago                | Metropolitana de Santiago           | 12,9            | 100.942        | 7.825,0              | 0,806      |
| 13119 | Maipú                | Escudo de Maipú                | Santiago                | Metropolitana de Santiago           | 133,0           | 770.290        | 5.791,7              | 0,782      |
| 13120 | Ñuñoa                | Escudo de Ñuñoa                | Santiago                | Metropolitana de Santiago           | 16,9            | 149.205        | 8.828,7              | 0,860      |
| 13121 | Pedro Aguirre Cerda  | Escudo de Pedro Aguirre Cerda  | Santiago                | Metropolitana de Santiago           | 9,7             | 96.993         | 9.999,3              | 0,708      |
| 13122 | Peñalolén            | Escudo de Peñalolén            | Santiago                | Metropolitana de Santiago           | 54,2            | 244.903        | 4.518,5              | 0,743      |
| 13123 | Providencia          | Escudo de Providencia          | Santiago                | Metropolitana de Santiago           | 14,4            | 126.436        | 8.780,3              | 0,911      |
| 13124 | Pudahuel             | Escudo de Pudahuel             | Santiago                | Metropolitana de Santiago           | 197,4           | 256.540        | 1.299,6              | 0,735      |
| 13125 | Quilicura            | Escudo de Quilicura            | Santiago                | Metropolitana de Santiago           | 57,5            | 197.160        | 3.428,9              | 0,782      |
| 13126 | Quinta Normal        | Escudo de Quinta Normal        | Santiago                | Metropolitana de Santiago           | 12,4            | 90.483         | 7.297,0              | 0,723      |
| 13127 | Recoleta             | Escudo de Recoleta             | Santiago                | Metropolitana de Santiago           | 16,2            | 129.735        | 8.008,3              | 0,697      |
| 13128 | Renca                | Escudo de Renca                | Santiago                | Metropolitana de Santiago           | 24,2            | 132.647        | 5.481,3              | 0,709      |
| 13129 | San Joaquín          | Escudo de San Joaquín          | Santiago                | Metropolitana de Santiago           | 9,7             | 81.169         | 8.367,9              | 0,719      |
| 13130 | San Miguel           | Escudo de San Miguel           | Santiago                | Metropolitana de Santiago           | 9,5             | 72.901         | 7.673,8              | 0,765      |
| 13131 | San Ramón            | Escudo de San Ramón            | Santiago                | Metropolitana de Santiago           | 6,5             | 86.700         | 13.338,5             | 0,679      |
| 13132 | Vitacura             | Escudo de Vitacura             | Santiago                | Metropolitana de Santiago           | 28,3            | 80.598         | 2.848,0              | 0,949      |
| 13201 | Puente Alto          | Escudo de Puente Alto          | Cordillera              | Metropolitana de Santiago           | 88,2            | 691.742        | 7.842,9              | 0,773      |
| 13202 | Pirque               | Escudo de Pirque               | Cordillera              | Metropolitana de Santiago           | 445,3           | 22.353         | 50,2                 | 0,807      |
| 13203 | San José de Maipo    | Escudo de San José de Maipo    | Cordillera              | Metropolitana de Santiago           | 4.994,8         | 14.375         | 2,9                  | 0,759      |
| 13301 | Colina               | Escudo de Colina               | Chacabuco               | Metropolitana de Santiago           | 971,2           | 107.344        | 110,5                | 0,726      |
| 13302 | Lampa                | Escudo de Lampa                | Chacabuco               | Metropolitana de Santiago           | 451,9           | 60.171         | 133,2                | 0,697      |
| 13303 | Tiltil               | Escudo de Tiltil               | Chacabuco               | Metropolitana de Santiago           | 653,0           | 16.198         | 24,8                 | 0,706      |
| 13401 | San Bernardo         | Escudo de San Bernardo         | Maipo                   | Metropolitana de Santiago           | 155,1           | 301.662        | 1.945,0              | 0,712      |
| 13402 | Buin                 | Escudo de Buin                 | Maipo                   | Metropolitana de Santiago           | 214,1           | 72.480         | 338,5                | 0,731      |
| 13403 | Calera de Tango      | Escudo de Calera de Tango      | Maipo                   | Metropolitana de Santiago           | 73,3            | 25.415         | 346,7                | 0,792      |
| 13404 | Paine                | Escudo de Paine                | Maipo                   | Metropolitana de Santiago           | 678,0           | 62.930         | 92,8                 | 0,718      |
| 13501 | Melipilla            | Escudo de Melipilla            | Melipilla               | Metropolitana de Santiago           | 1.344,8         | 105.820        | 78,7                 | 0,735      |
| 13502 | Alhué                | Escudo de Alhué                | Melipilla               | Metropolitana de Santiago           | 845,2           | 4.636          | 5,5                  | 0,700      |
| 13503 | Curacaví             | Escudo de Curacaví             | Melipilla               | Metropolitana de Santiago           | 693,2           | 28.974         | 41,8                 | 0,710      |
| 13504 | María Pinto          | Escudo de María Pinto          | Melipilla               | Metropolitana de Santiago           | 395,0           | 11.581         | 29,3                 | 0,698      |
| 13505 | San Pedro            | Escudo de San Pedro            | Melipilla               | Metropolitana de Santiago           | 787,5           | 8.028          | 10,2                 | 0,701      |
| 13601 | Talagante            | Escudo de Talagante            | Talagante               | Metropolitana de Santiago           | 125,5           | 74.844         | 596,4                | 0,749      |
| 13602 | El Monte             | Escudo de El Monte             | Talagante               | Metropolitana de Santiago           | 118,1           | 30.641         | 259,4                | 0,688      |
| 13603 | Isla de Maipo        | Escudo de Isla de Maipo        | Talagante               | Metropolitana de Santiago           | 188,7           | 30.893         | 163,7                | 0,724      |
| 13604 | Padre Hurtado        | Escudo de Padre Hurtado        | Talagante               | Metropolitana de Santiago           | 80,8            | 48.272         | 597,4                | 0,728      |
| 13605 | Peñaflor             | Escudo de Peñaflor             | Talagante               | Metropolitana de Santiago           | 69,2            | 83.298         | 1.203,7              | 0,753      |